# طلعات قاسيموف
طلعات ماماداغا أوغلو قاسيموف - (2 يونيو 1933 - 28 يوليو 2013) (بالأذرية: Tələt Qasımov) مغني ومطرب، فنان الشعب الأذربيجاني (2006).

## حياته وإبداعه
ولد طلعات ماماداغا أوغلو قاسيموف بباكو، عاصمة أذربيجان في 2 يونيو لعام 1933.
من طفولته هو أظهر الاهتمام بالفن بشكل عام وبالموسيقى خاصة.
درس طلعات قاسيموف مقام من المطربيين الأذربيجانيين البارز زولفو أديجوزالوف وحاجيبابا حوسينوف. بدأ قاسيموف إبداعه كعازف هتافات دينية ولاحقًا كمطرب.
بين 1993-1954 طلعات قاسيموف عمل كعازف في للجمعية«أذكونسيرت» ومنذ 1994 في عازفا فيلهارموني أكاديمى لدولة أذربيجان إسمه مسلم ماقوماييف.
وفي وقت الحاضرطلعات قاسيموف هوعازف منفرد في فيلهارموني أكاديمى لدولة أذربيجان.
لعب مقام «راست»، «شور»، «ظابول سيجاح» دورا هلما في إبداعه.
تم إصدار قرص فونوغراف شركة «ميلودي» مع أغاني قاسيموف في عامي 1975 و1987.
ظهر طلعات قاسيموف بنجاح في رحلة العمل في تركيا وإيران وألمانيا وروسيا ومصر والجزائر وتونس والمغرب.
توفي طلعات قاسيموف في 80 من عمره، 28 يوليو لعام 2013 في باكو.

## جوائزه
- فنان تكريم في جمهورية أذربيجان - 1998
- فنان الشعب في جمهورية أذربيجان - 2006

## وصلات خارجية
https://www.youtube.com/watch?v=tF7DXEFWiKA